# Lenguas papúes de Halmahera
Las lenguas papúes de Halmahera (también llamadas lenguas del Norte de Halmahera), son una familia lingüística de las lenguas papúes occidentales, habladas en la isla de Halmahera y algunas silas vecinas de la región de Molucas, en Indonesia oriental. La lengua más estudiada es el ternate (50 mil hablantes) que es una lingua franca regional, junto con el tidore. Estas dos lenguas fueron las lenguas usadas en los reinos medievales de Ternate y Tidore que rivalizaron por el comercio de especias.

## Clasificación
La clasificación debida a Voorhoeve (1988) divide a estas lenguas en cuatro ramas:

| Halmaherano nuclear | \| \| Meridional: Ternate, Tidore \| \| \| \| \| \| Noroccidental: Sahu-Waioli, Gamkonora \| \| \| \| \| \| Nororiental: Tobelo, Galela–Loloda, Modole, Pagu, Tabaru \| \| \| \| |
|                     | \| \| Meridional: Ternate, Tidore \| \| \| \| \| \| Noroccidental: Sahu-Waioli, Gamkonora \| \| \| \| \| \| Nororiental: Tobelo, Galela–Loloda, Modole, Pagu, Tabaru \| \| \| \| |
|                     | Makiano occidental |
|                     | |
|                     | Meridional: Ternate, Tidore |
|                     | |
|                     | Noroccidental: Sahu-Waioli, Gamkonora |
|                     | |
|                     | Nororiental: Tobelo, Galela–Loloda, Modole, Pagu, Tabaru |
|                     | |

|  | Meridional: Ternate, Tidore                              |
|  |                                                          |
|  | Noroccidental: Sahu-Waioli, Gamkonora                    |
|  |                                                          |
|  | Nororiental: Tobelo, Galela–Loloda, Modole, Pagu, Tabaru |
|  |                                                          |

El makiano occidental es la rama más divergente, tal vez debido a la influjo austronesio (de hecho anteriormente había sido clasificado como lengua austronesia).
Existe un cierto grado de inteligibilidad mutua entre las lenguas Galela-Tobelo, y por eso Voorhoeve las consideraba como dialectos de una lengua que él llama halmaherano nororiental, aunque sus hablantes consideran que se trata de lenguas diferentes. Ethnologue añade a la lista anterior el idioma kao, que es clasificado como sahu, pero que de hecho podría conisderarse un dialecto del pagu.

## Comparación léxica

### Numerales
Los numerales en diferentes lenguas halmaheranas son:
| GLOSA | Septentrional | Septentrional | Septentrional | Septentrional | Meridional | Meridional | PROTO- HALMAHERANO    | Yawa-Yapen |
| GLOSA | Galela        | Sahu- Waioli  | Tabaru        | Tugutil       | Ternate    | Tidore     | PROTO- HALMAHERANO    | Yawa       |
| ----- | ------------- | ------------- | ------------- | ------------- | ---------- | ---------- | --------------------- | ---------- |
| '1'   | moi           | rɔmoi         | 'moi          | rimoi         | rimoi      | rimoi      | (*ri-)mói             | intabo     |
| '2'   | sinoto        | rɔmoˈɗiɗi     | moˈdidi       | hinooto       | romdidi    | malofo     | *sinoto / *rɔ-modídi  | jirum      |
| '3'   | saʔaŋe        | rɔˈʔæŋe       | saˈʔaŋe       | haŋe          | raːŋe      | raŋe       | *saʔáŋe               | mandeij    |
| '4'   | iha           | rætæ          | ˈsoata        | iata          | raha       | raha       | *ihat                 | mambisy    |
| '5'   | motoha        | rɔmɔˈtoæ      | moˈtoa        | motoa         | romotoha   | romtoa     | (*rɔ-)motoha          | radani     |
| '6'   | butaŋa        | ræræmæ        | buˈtaŋa       | butaaŋa       | rara       | rora       | *butaŋa               | kaujentabo |
| '7'   | tumudiŋi      | tʊmʊˈdɪŋi     | tumuˈdiiŋi    | tumidi        | tomodi     | tomdiː     | *tumuḋiŋi             | kaujiru    |
| '8'   | tupaʔaŋe      | tʊˈʔæŋɛre     | tuˈaŋeɾe      | tufaŋe        | tofkaŋe    | tofkaŋe    | *tupaʔaŋe             | kaumandeij |
| '9'   | [siwo]        | [ˈsɪwɔrɔ]     | [ˈsiwo]       | [hiwo]        | [sio]      | [sio]      | [*siwo-]              | kaimambisy |
| '10'  | mogiʔowo      | ŋægi moi      | mogiˈooko     | ɲimoi         | ɲagimoi    | ɲagimoi    | *mogiowok / *ɲagi-moi | abusyin    |
Los términos entre corchetes son préstamos de lenguas austronesias.

### Vocabulario básico
Vocabulario básico:
| GLOSA   | Sahu[5]                        | Tidore[6]   | West Makian[7]                      |
| ------- | ------------------------------ | ----------- | ----------------------------------- |
| cabeza  | sae'e                          | dofolo      | apota; tabia                        |
| cabello | utu                            | hutu        | gigo; onga                          |
| oreja   | kocowo'o; ngau'u; 'oki; sidete | ngau        | kameu                               |
| ojo     | la'o                           | lao         | afe; sado                           |
| nariz   | cu'dumu; ngunungu; payáha      | ngun        | mudefete                            |
| diente  | ngi'di                         | ing         | wi                                  |
| lengua  | yai'i                          | aki         | belo                                |
| pierna  |                                |             | tarotaro                            |
| piojo   | gane                           | gan         | bene                                |
| perro   | nunu'u                         | kaso        | aso                                 |
| ave     | namo                           | namo        | haywan                              |
| huevo   | gosi; tounu                    | gosi        | esi                                 |
| sangre  | ngaunu                         | au          | uni                                 |
| hueso   | 'bero; 'obongo                 | goka        | subebi                              |
| piel    | eno'o                          | ahi         | fi                                  |
| pecho   | susu                           | isu         | susu                                |
| hombre  | nau'u                          | nau-nau     | at                                  |
| mujer   | weré'a                         | faya        | papa; songa                         |
| cielo   | diwanga                        | sorga       | tupam                               |
| luna    | ngara                          | ora         | odo                                 |
| agua    | 'banyo                         | ake         | be                                  |
| fuego   | ci'du; naoto; u'u              | uku         | ipi                                 |
| piedra  | ma'di                          | mafu        | may                                 |
| camino  | ngo'omo; tapaka                | linga       | gopao                               |
| nombre  | lomanga                        | ronga       | aym                                 |
| comer   | 'doroga; kou; oromo; tabu      | oyo; talesa | am; fajow; fiam                     |
| uno     | maténgo; moi                   | rimoi       | gominye; maminye; meminye; minye    |
| dos     | 'di'di; romo'dí'di             | malofo      | dimaede; edeng; je; maedeng; medeng |